# 6821 Ranevskaya
6821 Ranevskaya è un asteroide della fascia principale. Scoperto nel 1986, presenta un'orbita caratterizzata da un semiasse maggiore pari a 2,5793237 UA e da un'eccentricità di 0,1509948, inclinata di 12,59870° rispetto all'eclittica.
La denominazione dell'asteroide è stata scelta in onore dell'attrice sovietica Faina Georgievna Ranevskaja.